# Claudi Mimó i Caba
Claudi Mimó i Caba (Vilanova i la Geltrú, Garraf, 1 de desembre de 1843 - l'Havana, 16 d'agost de 1929) fou un pedagog i independentista català, fill del pedagog Pau Mimó i Raventós. Es graduà com a perit mercantil, obtingué el títol de mestre, es llicencià en filosofia i lletres i es doctorà en ciències físiques i matemàtiques el 1865, i més tard en dret. Dirigí a Barcelona un col·legi fundat pel seu pare i més tard es traslladà a Cuba, on fou catedràtic de geometria a la Universitat de l'Havana. El 1888 va representar aquesta universitat a l'Exposició Universal de Barcelona i fou nomenat membre de l'Acadèmia de Ciències i Arts de Barcelona, president de la Reial Societat d'Amics del País de Barcelona i de l'Havana i president de la secció de Ciències Exactes de l'Ateneu de l'Havana.
Simpatitzà amb l'autonomisme cubà, i fou regidor de l'Ajuntament de l'Havana pel Partit Liberal. El 1905 fou un dels fundadors del Centre Català de l'Havana, del que en fou president del 1908 al 1917, i el 1908 dirigí la revista La Nova Catalunya. El 1921 viatjà a Catalunya, encarregat pel govern cubà, per a fer gestions per tal d'impulsar la modernització del sistema docent cubà; ací va contactar amb Francesc Macià i quan va tornar a Cuba fou delegat de l'Associació Protectora de l'Ensenyança Catalana, alhora que fou un dels impulsors del Club Separatista Català núm. 1. Aquesta associació l'encarregà formar part de la comissió organitzadora de l'Assemblea Constituent del Separatisme Català celebrada a l'Havana el 1928, però no hi pogué assistir per motius de salut. Va morir poc després.